# 観乗寺 (大田区)
観乗寺（かんじょうじ）は、東京都大田区にある日蓮宗の寺院。

## 概要
1624年（寛永元年）、善恵院日経によって開山された。旗本高木守久の陣屋跡に建てられたという。
かつては祖師（日蓮）像があった。廃寺となった「円龍寺」のものだったが、1945年（昭和20年）の空襲で焼失した。

## 交通アクセス
- 六郷土手駅より徒歩7分。